# Totalbekämpningsmedel
Totalbekämpningsmedel, typ av växtskyddsmedel som inte är inriktat mot särskilda typer av ogräs utan verkar brett mot alla vegetation. Kan till exempel användas på banvallar eller i jordbruket efter växtsäsongen (mot kvickrot) eller i samband med vallbrott. 
Det klassiska totalbekämpningsmedlet i dag (2004) är Roundup. 